# Ocean Girl
Ocean Girl is een Australische sciencefiction-jeugdserie. De serie speelt zich af in de nabije toekomst en gaat over een ongebruikelijk meisje dat alleen op een eiland woont. Naarmate de serie vordert maakt ze vrienden met de inwoners van een mariene biologisch instituut, genaamd ORCA (Oceanic Research Centre of Australia). De televisieserie draait om het thema van ecologische sciencefiction.

## Verhaal
De serie gaat over Neri, een meisje dat alleen op een eiland woont. Ze kan lang onder water zwemmen en communiceren met haar walvis Charlie (afgeleide van jali in Neri's taal). Ze redt de broers Jason en Brett, en worden later vrienden. Jason en Brett wonen in het onderwater gelegen onderzoekscentrum ORCA, waar hun moeder dr. Dianne Bates samen met assistent dr. Winston Seth onderzoek doet naar het gedrag van walvissen in het koraalrif van Australië.
Een rivaliserende organisatie, de UBRI Corporation onder leiding van dr. Hellegren, komt erachter dat er in de omgeving een buitenaards ruimteschip is geland, en ze proberen dit in handen te krijgen.
In het tweede seizoen wordt meer duidelijk over Neri's buitenaardse afkomst, en komt tot de ontdekking dat ze een zus, genaamd Mera, heeft. Het derde seizoen maakt duidelijk dat er nog een persoon aan boord van het ruimteschip zit. Dit blijkt de jongen Kal te zijn. Ondertussen vinden Neri en Mera het "Synchronium", een voorwerp waarmee schade aan de oceanen kan worden hersteld.
Het vierde seizoen speelt zich in delen af in Egypte, en ditmaal is PRAXIS de grootste dreiging. De personages Shersheba en Malakat spelen in dit seizoen een grote rol als antagonisten. Er wordt een mysterieuze piramide ontdekt op de bodem van de oceaan. Neri en de broers Bates gaan naar binnen, en ontdekken zo meer over de Oceaanplaneet, en Neri's missie op aarde.

## Hoofdrollen
- Marzena Godecki als Neri
- David Hoflin als Jason Bates
- Jeffrey Walker als Brett Bates
- Alex Pinder als dr. Winston Seth
- Kerry Armstrong als dr. Dianne Bates (seizoenen 1–2)
- Liz Burch als dr. Dianne Bates (seizoenen 3–4)
- Nicholas Bell als dr. Hellegren (seizoenen 1–3)
- Lauren Hewett als Mera (seizoenen 2–4)
- Tharini Mudaliar als Shersheba (seizoen 4)
- Gregory Ross als Paul Bates (seizoen 4)

## Seizoenen
Een overzicht van de seizoenen met data zoals deze oorspronkelijk in Australië zijn uitgezonden.
| Seizoen | Afleveringen | Eerste uitzenddatum |
| ------- | ------------ | ------------------- |
| 1       | 13           | 29 augustus 1994    |
| 2       | 13           | 3 juli 1995         |
| 3       | 26           | 3 augustus 1996     |
| 4       | 26           | 17 november 1997    |

### Dvd-uitgave
Alle vier seizoenen van de tv-serie zijn uitgebracht op dvd door Unbrella Entertainment in Australië.

## Prijzen
De serie won in 1998 de BAFTA Children's Award.

## Trivia
- In Groot-Brittannië werd de serie op BBC Two uitgezonden onder de titel Ocean Odyssey.
- De naam Neri is afgeleid van het Griekse woord Nerida, dat zeenimf betekent.[2]